# Hrous
Le hrous ou hrouss est une spécialité de la cuisine tunisienne à base de poivrons.
Deux formes existent : une pâte simple préparée à base de piments frais concassés, et le hrous spécifique de la région de Gabès, un mélange à parts égales de piments et d'oignons marinés au sel que les femmes préparent durant la oula.

## Étymologie
Le mot vient du verbe arabe harasa (arabe : هرس) signifiant « écraser », « piler » ou « broyer », le hrous signifiant donc littéralement « ce qui est pilé ».
Les deux formes de hrous tunisiens diffèrent de la harissa par le fait que cette dernière n'est préparée qu'avec des piments séchés (et non frais) et des épices, et en aucun cas avec des oignons,.

## Hrouscommercial et du Nord-Est
Cette première sorte de hrous est constituée de piments frais (rouges ou un mélange de rouges et verts) qui sont hachés en purée et additionnés d'ail, et assaisonnés avec de la coriandre, du carvi et un peu de sel. Ce hrous peut être préparé à tout moment dans les familles ou acheté au poids dans les épiceries, mais aussi en pots de verre ou boîtes de conserve car il est produit à l'échelle industrielle par plusieurs sociétés,. Ce hrous est utilisé en particulier pour le lablabi et pour épicer les plats de riz, de couscous et les soupes en général.

## Préparation duhrousde la région de Gabès
En été, les oignons rouges, coupés en fines lanières, sont malaxés avec du sel (et souvent un peu de curcuma) et tassés dans une jarre. Le mélange (y compris une partie du jus qui surnage) est gardé jusqu'au mois de septembre, période à laquelle les piments rouges deviennent abondants. Ces derniers sont rapidement rincés, débarrassés de leurs graines (l'intérieur est enlevé) puis mis à sécher, traditionnellement au soleil. Une fois les piments secs, ils sont pilés ou plus communément moulus finement dans des échoppes qui moulent les épices,.
Le hrous est préparé en mélangeant, petit à petit, un volume équivalent de piment moulu et d'oignons au sel. Dans un récipient, la première mesure de poudre sèche de piments moulus est mouillée d'un peu de liquide des oignons, puis un volume équivalent des oignons conservés dans leur jus salé sont ajoutés. On mélange ensuite portion par portion la poudre de poivron moulu et les oignons au sel pour obtenir un produit final de consistance sableuse fine. Ceci constitue la recette de base du hrous. Certaines familles ajoutent diverses épices, comme de l'écorce de cannelle, des graines de coriandre et de carvi ainsi que des boutons de rose, mais ceci restreint alors l'utilisation de ce hrous à certains types de plats.
Le produit sableux est en général pressé à la main une dernière fois ou bien tassé mécaniquement et recouvert d'huile d'olive pour permettre une conservation à long terme.
Le hrous de Gabès est disponible à l'achat dans certaines épiceries sur tout le territoire, mais il est particulièrement produit dans le cadre familial à Gabès et indispensable à la cuisine de cette région. Le hrous de Gabès est utilisé dans les soupes, les plats de viande, de volaille ou de poisson ou le couscous. 